# Pomme de reinette et pomme d'api
 (décembre 2013).
Si vous disposez d'ouvrages ou d'articles de référence ou si vous connaissez des sites web de qualité traitant du thème abordé ici, merci de compléter l'article en donnant les références utiles à sa vérifiabilité et en les liant à la section « Notes et références ».
Pomme de reinette et pomme d'api est une célèbre comptine française. Elle a pris son nom d'un ancien cultivar, la pomme d'api (dont, souvent, une face est rouge vif et l'autre jaune/verte) citée dans la chanson.

## Paroles
Le texte de la comptine, en treize vers, sauf variantes, est le suivant :
« C'est à la halle

Que je m'installe

C'est à Paris

Que je vends mes fruits

C'est à Paris la capitale de France

C'est à Paris

Que je vends mes fruits.

(Refrain :)

Pomme de reinette et pomme d'api

D'api d'api rouge

Pomme de reinette et pomme d'api

D'api d'api gris.

Cache ton poing derrière ton dos

Ou je te donne un coup de marteau ! »
On compte parfois quelques simplifications, comme la substitution du vers « D'api d'api rouge  », de difficile intelligibilité par les enfants, avec le plus simple mais assonant « Tapis, tapis rouge » ou « Petit tapis rouge ».

## Origine et pérennité
De la chanson ont dérivé plusieurs comptines françaises ainsi qu'une comptine italienne, où le refrain, par un procédé de corruption de l'archétype original, est devenu un non-sens :
« Ponte ponente ponte pì

Tappetà Perugia

Ponte ponente ponte pì

Tappetà perì. »
Dont seulement quatre mots sont intelligibles: ponte (= « pont »), ponente (= « ponant »), Perugia (= « Pérouse »), perì (« il périt », au passé simple).
On en trouve un équivalent en Espagne: "Pompanate putapí, tape tape nuse, Pompanate putapí, tape tape pi" où aucun mot n'est intelligible. Il est traditionnellement chanté sur une mélodie semblable à la version française mais avec la deuxième mesure à 3 temps.